# Pedra Ramalhuda
A Pedra Ramalhuda é um complexo arqueológico natural de grande importância, localizado na zona rural de São João del-Rei, no distrito de São Gonçalo do Amarante, popularmente conhecido como Caburu, em Minas Gerais, Brasil. Trata-se de um afloramento granítico que tem sido objeto de estudo para explorar suas diversas dimensões: cultural, arqueológica e turística. O sítio é considerado um potencial monumento megalítico, apresentando características que o tornam comparável a importantes estruturas globais como Stonehenge na Inglaterra e o sítio arqueológico de Calçoene no Amapá, Brasil. Sua relevância é destacada pelo seu valor paisagístico, potencial arqueoastronômico e sua profunda significância espiritual para as comunidades locais.

## Localização e características geológicas
A Pedra Ramalhuda encontra-se na zona rural de São João del-Rei, Minas Gerais, com as coordenadas geográficas 21°5'38.65"S e 44°20'33.05"O. É um afloramento granítico cujas rochas estão naturalmente dispostas em uma configuração triangular. A área circundante é caracterizada por uma cobertura vegetal de relva e gramíneas, complementada pela presença de árvores de óleo.

## Indícios arqueológicos e potencial arqueoastronômico
As investigações no local revelaram diversos indícios que sugerem o uso da Pedra Ramalhuda por grupos humanos pré-coloniais. Entre os achados e observações, destacam-se:
- Cavidades compatíveis com pilões de soca, que podem ter sido utilizadas para macerar ervas medicinais e em rituais.[8]
- A descoberta de ferramentas líticas e evidências de lascamento de pedras, o que indica que a área pode ter funcionado como uma oficina lítica.[8]
- A orientação singular das rochas, incluindo a disposição de duas que atuam como "visores" no poente, sugere fortemente o uso do local como um observatório astronômico e sítio ritualístico. Foram registrados alinhamentos da Pedra Ramalhuda com o sol em momentos vespertinos e com a lua em momentos matutinos, além de alinhamentos com o nascente.[8]
- A hipótese de um observatório astronômico é corroborada por estudos de outros sítios megalíticos, como Stonehenge e o sítio de Calçoene, (AP), que também apresentam alinhamentos solares e lunares associados a práticas rituais.[8] Essas observações, contudo, demandam estudos arqueoastronômicos mais aprofundados para confirmação.[8]

## Significado cultural e espiritual
A Pedra Ramalhuda integra um simbolismo profundo que conecta natureza, cultura e espiritualidade na região.
- Manifestações religiosas contemporâneas: com a instalação de um cruzeiro, o local é utilizado para diversas manifestações religiosas, incluindo cerimônias católicas (como a via sacra anual) e cerimônias de religiões afro-brasileiras, refletindo o sincretismo religioso da cultura brasileira.[4]
- Tradição oral: Entrevistas com a comunidade local revelam a importância ancestral do sítio, consolidando sua posição como um espaço sagrado profundamente enraizado na memória coletiva da comunidade.[4]
- A sacralização de formações naturais, como a Pedra Ramalhuda, reflete a crença de que o divino se manifesta no mundo físico, criando espaços onde o sagrado e o profano se encontram.[4]

## Potencial turístico
A Pedra Ramalhuda possui um grande potencial para o desenvolvimento do turismo cultural e arqueológico, com especial ênfase no turismo arqueológico, ecológico e espiritual.
- Astroturismo: Seu potencial arqueoastronômico a configura como um destino promissor para o astroturismo, uma modalidade que integra a observação astronômica com experiências culturais e ecológicas.[9] A preservação dos "céus escuros", minimizando a poluição luminosa, é crucial para essa atividade.[9]
- Turismo de espiritualidade: A tranquilidade do local e sua profunda conexão com a natureza o tornam ideal para práticas como meditação, contemplação e turismo religioso, uma tendência crescente em áreas rurais e naturais.[9]
- Desenvolvimento sustentável: A implementação de roteiros interpretativos, programas de educação patrimonial e o engajamento da comunidade local podem não apenas promover a valorização cultural do sítio, mas também contribuir para o desenvolvimento econômico sustentável da região.[9]

## Ameaças e preservação
Apesar de sua inegável importância, a Pedra Ramalhuda enfrenta sérias ameaças que comprometem sua integridade física e seu valor histórico.
- Exploração mineral: Pedidos de pesquisa e exploração mineral na região representam um risco significativo à estrutura do sítio, à paisagem circundante e aos recursos hídricos locais.[10]
- Erosão: A proximidade com uma estrada vicinal, a passagem de máquinas pesadas e a falta de controle intensificam a erosão do solo e das rochas, com perdas de camadas superficiais (erosão esferoidal). A nova estrada para Mestre Ventura é consideravelmente mais danosa à paisagem do que a antiga, agora abandonada.[10]
- Vandalismo e degradação: A ausência de sinalização e monitoramento eficazes expõe o local a pichações, acúmulo de resíduos sólidos e vestígios de fogueiras.[10]
- Ausência de proteção legal: Atualmente, não há medidas eficazes de proteção jurídica para o sítio.[10]

Para garantir a preservação da Pedra Ramalhuda, são propostas diversas medidas urgentes e de longo prazo:
- Tombamento: É imperativo o tombamento do sítio em nível municipal para assegurar sua proteção jurídica, amparado pela legislação brasileira (Constituição de 1988, Decreto-Lei nº 25/1937 e Lei nº 3.925/1961).[10]
- Plano de manejo: A criação de um plano de manejo específico é necessária para estabelecer diretrizes claras de pesquisa, conservação e visitação pública, com foco no turismo sustentável.[10]
- Pesquisas aprofundadas: A realização de mais pesquisas arqueológicas e arqueoastronômicas é fundamental para uma melhor compreensão do sítio, incluindo a datação dos vestígios e uma análise mais detalhada dos alinhamentos astronômicos.[10]
- Monitoramento e fiscalização: Implementação de um sistema para prevenir ações ilegais, como vandalismo e exploração mineral não autorizada, incentivando a participação da comunidade local na denúncia de crimes ambientais.[10]
- Educação patrimonial: Promoção de programas educacionais para escolas, universidades e a comunidade em geral, visando a conscientização sobre a importância do sítio e a criação de oportunidades de renda por meio do turismo cultural e ecológico.[10]
- Sinalização informativa: Instalação de sinalização educativa no local, com textos bilíngues (português e inglês), para fornecer informações relevantes sobre a história e o significado cultural da Pedra Ramalhuda, além de destacar a necessidade de sua preservação.[10]
- Conselho gestor: A criação de um conselho gestor, incluindo representantes do poder público, da comunidade científica e da sociedade civil, é crucial para garantir a proteção efetiva do sítio.[10]